# 히이아카

하우메아와 히이아카.

히이아카(영어:Hiʻiaka)는 하우메아의 1번째 위성으로 현재 명칭은 Haumea I이고 임시 명칭은 S/2005 (2003 EL61) 1이다. 하와이 신화의 신의 이름을 따 히이아카라 명명되었다.

## 발견
히이아카는 2005년에 발견되었다.

## 크기와 질량
히이아카는 지름이 약 310km이고 질량은 ~4×1020 kg이다.

## 같이 보기
- 나마카 (위성)